# Dendryphantinae

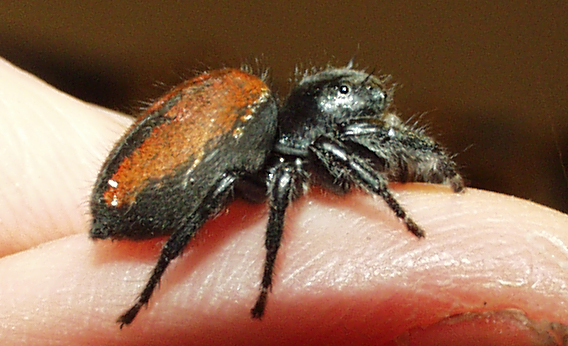
Самка Phidippus johnsoni

Dendryphantinae  (лат.) — подсемейство пауков-скакунов (Salticidae). Группа была впервые выделена в 1928 году русско-американским зоологом Александром Петрункевичем (1875-1964). Наиболее разнообразны и обычны в странах Нового Света. Обычно их самки имеют парные пятна на брюшке, а у самцов увеличенные хелицеры.

## Классификация
Включает следующие роды:
- Dendryphantini
  - Anicius Chamberlin, 1925 — Мексика (1 вид)
  - Ashtabula Peckham & Peckham, 1894 — от Бразилии до Панамы (9 видов)
  - Avitus Peckham & Peckham, 1896 — от Аргентины до Панамы, Ямайка (6 видов)
  - Bagheera Peckham & Peckham, 1896 — от Гватемалы до Мексики (2 вида)
  - Beata Peckham & Peckham, 1895 — Южная Америка, Мадагаскар (22 вида)
  - Bellota Peckham & Peckham, 1892 — Американские континенты, Пакистан (9 видов)
  - Bryantella Chickering, 1946 — от Панамы до Аргентины (2 вида)
  - Cerionesta Simon, 1901 — Гвиана, Сент-Винсент (2 вида)
  - Chirothecia Taczanowski, 1878 — Южная Америка (12 видов)
  - Dendryphantes C. L. Koch, 1837 — Евразия, Американские континенты, Африка (57 видов)
  - Empanda Simon, 1903 — Гватемала (1 вид)
  - Eris C. L. Koch, 1846 — от Аляски до Эквадора (12 видов)
  - Gastromicans Mello-Leitão, 1917 — от Центральной до Южной Америки (6 видов)
  - Ghelna Maddison, 1996 — Северная Америка (4 вида)
  - Hentzia Marx, 1883 — Американские континенты (21 вид)
  - Lurio Simon, 1901 — Южная Америка (5 видов)
  - Macaroeris Wunderlich, 1992 — Евразия (9 видов)
  - Mburuvicha Scioscia, 1993 — Аргентина (1 вид)
  - Metaphidippus F. O. P.-Cambridge, 1901 — Американские континенты (47 видов)
  - Osericta Simon, 1901 — Перу, Бразилия (2 вида)
  - Paradamoetas Peckham & Peckham, 1885 — от Канады до Панамы (4 вида)
  - Paramarpissa F. O. P.-Cambridge, 1901 — США, Мексика (6 видов)
  - Paraphidippus F. O. P.-Cambridge, 1901 — от США до Панамы (14 видов)
  - Parnaenus Peckham & Peckham, 1896 — от Центральной до Южной Америки (3 вида)
  - Pelegrina Franganillo, 1930 — от Канады до Панамы (38 видов)
  - Phanias F. O. P.-Cambridge, 1901 — от США до Сальвадора, Галапагосские острова (12 видов)
  - Phidippus C. L. Koch, 1846 — Американские континенты, Индия (75 видов)
  - Sassacus Peckham & Peckham, 1895 — Американские континенты (17 видов)
  - Sebastira Simon, 1901 — Венесуэла, Панама (2 вида)
  - Selimus Peckham & Peckham, 1901 — Бразилия (1 вид)
  - Semora Peckham & Peckham, 1892 — Южная Америка (4 вида)
  - Semorina Simon, 1901 — Южная Америка (4 вида)
  - Terralonus Maddison, 1996 — США (7 видов)
  - Thammaca Simon, 1902 — Перу, Бразилия (2 вида)
  - Tulpius Peckham & Peckham, 1896 — Бразилия, Гватемала (2 вида)
  - Tutelina Simon, 1901 — от Канады до Эквадора (7 видов)
  - Tuvaphantes Logunov, 1993 — США (2 вида)

- Donaldiini
  - Donaldius Chickering, 1946 — Панама (1 вид)

- Rhenini
  - Alcmena C. L. Koch, 1846 — от Мексики до Южной Америки (5 видов)
  - Homalattus White, 1841 — Южная Африка, Сьерра-Леоне (6 видов)
  - Napoca Simon, 1901 — Израиль (1 вид)
  - Rhene Thorell, 1869 — Азия, Африка, Южная Америка (47 видов)
  - Romitia Caporiacco, 1947 — Гвиана (1 вид)
  - Tacuna Peckham & Peckham, 1901 — Бразилия, Аргентина (4 вида)
  - Zeuxippus Thorell, 1891 — Азия (4 вида)

- Rudrini
  - Mabellina Chickering, 1946 — Панама, Мексика[3] (1 вид)
  - Nagaina Peckham & Peckham, 1896 — от Мексики до Южной Америки (6 видов)
  - Poultonella Peckham & Peckham, 1909 — США (2 вида)
  - Pseudomaevia Rainbow, 1920 — Полинезия (2 вида)
  - Rudra Peckham & Peckham, 1885 — от Гватемалы до Южной Америке (10 видов)

- Zygoballini
  - Messua Peckham & Peckham, 1896 — Центральная Америка (11 видов)
  - Rhetenor Simon, 1902 — США, Бразилия (2 вида)
  - Zygoballus Peckham & Peckham, 1885 — Американские континенты, Индия (21 вид), Zygoballus rufipes